# Глаукон
Глаукон (/ˈɡлɔːкɒн/; грчки: Γλαυκων; око 445. п. н. е. - 4. век пре нове ере) син Аристона, био је стари Атињанин и старији Платонов брат. Он је првенствено познат као велики саговорник са Сократом у Платоновом делу Држава, и саговорник током дискусији о алегорији пећине. Он се такође кратко спомиње на почецима два Платонова дијалога, Парменида и Симпозијума.

## Биографија
Глаукон је био старији Платонов брат и, као и његов брат, био је у најужем кругу младих богатих ученика Сократа. Иако се о његовом животу мало зна, неки подаци се могу екстраполирати из Платонових списа и из каснијих платонских биографа.
Рођен је у Колиту, непосредно изван Атине, највероватније пре 445. године пре Христа (пошто је био довољно стар да служи у атинској војсци током битке на Мегари, 424. п. н. е.).
Отац му је био Аристон, а мајка Периктиона. Према Диогену Леартију, у свом Платоновом животу Платон и Глаукон имали су сестру Потоне и брата Адеиманта. У Платоновом дијалогу Парменид помиње се и полубрат, Антифон.
Према Оксфордском грчком речнику, назив „Глаукон“ потиче од придева глаукоматос (γλαυκομματος) који значи „светлооки“, „совооки“ или „сивооки“. Обично се сматра да је то оданост Атини, богињи мудрости и имењакињи и божанству чуварку града Атине. Није јасно да ли је то име дато по рођењу, епитет за обожавање богиње или надимак дат за „тражење мудрости“. Употреба епитета као имена била је уобичајена: на пример, Платон није рођено име, већ према епитету који значи "широк" (платон) који је филозофу дат за његову физичку грађу."
Глаукон и бар један од његове браће борили су се против Мегара у бици код Мегаре, при чему су Атињани победили 424. п. н. е., током врхунца Пелопонеског рата против Спарте и њихових савезника. Браћа су похваљена за њихове "божанске" врлине у борби и за снагу крвне лозе од стране Сократа у Држави.
Није јасно чиме је Глаукон зарађивао за живот (ако је ишта постојао јер је био аристократска породица). Међутим, Сократ каже да је Глаукон музичар и да може исправно одговорити на питања о музичкој теорији и хармоничним пропорцијама, што такође може имплицирати да је, као и многи други Атињани у то време, попут Платона, Глаукон проучавао музичке и математичке теорије Питагора у неком тренутку.
Подаци о Глаукону након Сократове смрти (399. п. н. е.) су непознати. Како се Платонови дијалози о Сократу не односе на Глауконов одлазак, он је највероватније умро у Атини или око ње после Сократа.